# 博什夫卡
51°4′26″N 33°58′33″E / 51.07389°N 33.97583°E
博希夫卡（烏克蘭語：Бошівка）是位於烏克蘭東北部的村莊，由蘇梅州科諾托普區的布林市鎮負責管轄。該村處於庫里齊亞河畔，距離海濟夫卡和米科拉伊夫卡1公里，海拔高度164米，2001年人口468。